# Бой за Берёзу-Картузскую
Бой за Берёзу-Картузскую (польск. Bój pod Berezą Kartuską) — первое боевое столкновение советско-польской войны 1919—1920 годов.

## Ход событий
По окончании Первой мировой войны началась планомерная эвакуация германской армии с территорий Прибалтики, Белоруссии и Украины. Правительство РСФСР, стремясь избежать конфликта с Германией, который могли бы использовать в своих интересах страны Антанты, продвигало Красную армию на запад вслед за уходящими немецкими войсками осторожно. К концу января 1919 года Западная армия заняла значительную территорию Белоруссии и украинского Полесья.
5 февраля в Белостоке было подписано военно-политическое соглашение между немецким командованием и представителями новообразованного польского государства. Соглашение предусматривало передачу немецкими войсками территории Гродненской губернии польским войскам. После заключение соглашения началось продвижение польских войск на восток через контролируемую немецкими войсками территорию. Польским войскам неизбежно предстояло столкнуться с двигавшимися навстречу частями Красной Армии.
Для наступления на севере и юге Гродненской губернии польское командование создало две группы войск. Северной группой командовал генерал Вацлав Ивашкевич, южной — генерал Антони Листовский. Группа генерала Листовского после переговоров с немецким командованием 10 февраля заняла город и крепость Брест. Утром 12 февраля два уланских полка заняли Кобрин.
14 февраля в 7 часов утра 57 солдат 5-й и 6-й пулемётных рот и 5 офицеров батальона во главе с капитаном Петром Меницким внезапно атаковали Берёзу-Картузскую. В городке находилось 180 бойцов РККА, 80 из которых после непродолжительного боя попали в плен.
Узнав о продвижении польских войск вдоль ж/д Брест-Минск, Временное революционное правительство Социалистической Советской Республики Литвы и ЦИК Советов БССР направили 16 февраля ноту польскому правительству с предложением создать смешанную комиссию для мирного урегулирования территориальных вопросов, оставшуюся без ответа.